# فرخنده شانه‌سفید
فرخنده شانه‌سفید (نام علمی: Tachyphonus luctuosus) نام یک گونه از سرده تندگوها است.